# Забивание камнями Сорайи М.
«Забивание камнями Сорайи М.» или «Забрасывая камнями» (англ. The Stoning of Soraya M.) — фильм режиссёра Сайруса Наурасте с участием в главных ролях актрис Шохре Агдашлу и Можан Марно. Снят по книге «La Femme Lapidée» французско-иранского журналиста Фрейдона Саебжама и основан на реальных событиях. Мировая премьера состоялась на международном кинофестивале в Торонто.

## Сюжет
Фильм основан на реальных событиях. Действие происходит в иранской деревне Кухпайех в середине восьмидесятых. Журналист Фрейдон Саебжам (Кэвизел), чья машина сломалась недалеко от деревни, просит помощи у местного механика. Здесь он встречает женщину по имени Захра (Агдашлу), которая в надежде обличить клеветников хочет рассказать о своей племяннице Сорайе (Марно) и о кровавых обстоятельствах её вчерашней смерти. Желая обрести новую, 14-летнюю жену, муж Сорайи Али оклеветал её, обвинив в супружеской неверности. Мулла тщательно скрывает своё тюремное прошлое и легко поддаётся на шантаж Али. Деревенскому старосте не хватает воли противостоять мнению, удобному большинству мужчин в деревне. Сорайю приговаривают к забрасыванию камнями. Женщину закапывают по пояс в землю и убивают долго и мучительно. Единственной надеждой на справедливость у Захры становится журналист, который должен рассказать о свершившемся насилии всему миру.

## Актёры
- Шохре Агдашлу — Захра
- Можан Марно — Сорайя М.
- Джеймс Кэвизел — Фрейдун Сахебьям[фр.]
- Навид Негабан — Али
- Али Порташ — мулла
- Дэвид Диаан — Ибрагим
- Парвиз Сайяд — Хашем
- Вида Гахремани — госпожа Масуд
- Вачик Мангассариан — Мортеза Рамзани, отец Сораи
- Бита Шейбани — Лейла

## Художественные особенности и критика
Картина имела очевидный успех на различных фестивалях и киноконкурсах, но в прессе она получила различные, иногда полярные отзывы. Американский киновед Роджер Эберт назвал двадцатиминутный эпизод забивания камнями одним из самых невыносимых впечатлений, пережитых им при просмотре кинофильмов. Он увидел в ленте не более, чем жестокий социальный и идеологический посыл. Но некоторые сцены фильма от режиссёра, выросшего в благополучных США, включая фальшиво-оптимистический «Голливудский финал», Эберт назвал постыдными. Обозреватель New York Post считает, что сцена казни в картине показана более ужасно и натуралистично, чем большинство зрителей может выдержать, сравнивая её при этом со «Страстями Христовыми» Мела Гибсона. Кроме того, автор негативно отзывается об изобилии в ленте стереотипов и клише.
Колумнист Toronto Star Грег Куилл предполагает, что выход картины с подобным сюжетом в период, когда антииранские настроения чрезвычайно сильны на Западе, совершенно точно просчитан на целевую аудиторию. Несмотря на некоторые прекрасные сцены, сюжет, по его мнению, развивается медленно и слишком предсказуемо к неизбежному финалу, после которого остаётся лишь нездоровая доза страха и ненависти. Обозреватель канадского издания Globe and Mail считает, что если сердце режиссёра «Забивание камнями Сорайи М.» находится в нужном месте, то голова замутнена облаками гнева. Он, родившийся в Колорадо, не смог объяснить зрителю причины социального явления, когда женщина может быть подвергнута издевательствам и даже смерти со стороны близких ей людей:

Фильм не хочет, чтобы мы думали, он хочет, чтобы мы негодовали.
Оригинальный текст (англ.)The film doesn't want to us to think; it wants us to get mad.

В позитивных отзывах критики делают упор на социальный вызов картины, на необходимость искоренения жестокого обычая. Например, The Christian Science Monitor, признавая ряд драматургических недостатков фильма, считает его в первую очередь призывом к действию. Наивысшую, вероятно, оценку фильму даёт обозреватель Los Angeles Times. Отзываясь о ленте в превосходной степени, он считает, что та выходит далеко за рамки гневного нравоучения и обвинения в дискриминации женщин мужчинами, но поднимается до высот древнегреческой трагедии посредством глубокого понимания режиссёром психологии толпы и великолепной актёрской игры Агдашлу и Марно.

## Награды и номинации
- 2008 год, Международный кинофестиваль в Торонто — третье место (Наурасте);
- 2009 год, Гентский международный кинофестиваль — Приз зрительских симпатий, номинация на Гран-при фестиваля;
- 2009 год, Кинопремия Голливуда — Spotlight Award (Агдашлу);
- 2009 год, Кинофестиваль в Лос-Анджелесе — Приз зрительских симпатий (Наурасте);
- 2009 год, Satellite Awards — Лучшая актриса в драматическом фильме (Агдашлу); номинации — Лучший драматический фильм (Наурасте), Лучшая актриса в роли второго плана (Марно);
- 2009 год, Общество кинокритиков Сан-Диего — номинация на премию за Лучший фильм на иностранном языке;
- 2010 год, Motion Picture Sound Editors — номинация на премию за лучшую работу звукорежиссёра.